# Alloa Athletic FC
Alloa Athletic är en skotsk fotbollsklubb från Alloa bildad 1878. De spelar sina hemmamatcher på Recreation Park. Klubbfärgerna är guldgult och svart. De spelar i Scottish Championship.
Klubben blev medlemmar av Scottish Football League 1921 och blev sin första säsong överlägsna mästare av ligans andra division. De gick även upp i första divisionen 1938/1939, men har i modern tid hört till de lägre divisionerna. I skotska cupen har det som bäst blivit kvartsfinal.

## Meriter
- Scottish League Second Division – Mästare 1921/1922, tvåa 1938/1939
- Scottish League Third Division – Mästare 1997/1998, 2011/2012